# Cantonul Saint-Fargeau
Cantonul Saint-Fargeau este un canton din arondismentul Auxerre, departamentul Yonne, regiunea Burgundia, Franța.

## Comune
- Lavau
- Mézilles
- Ronchères
- Saint-Fargeau (reședință)
- Saint-Martin-des-Champs